# Carnevalesca (film 1918)
Carnevalesca è un film del 1918 diretto da Amleto Palermi e scritto da Lucio D'Ambra.

## Trama
«L'azione di questo bouquet di quattro carnevali si svolge nel castello di Malesia.
Il carnevale bianco mostra i giovani figli di un sovrano ed i loro cuginetti e cuginette che si divertono in giochi festosi e fantastici.
Gli anni passano. Luciano, erede della corona, si innamora di Lyda. Ed è il carnevale azzurro. Ma quando si accorge che si cerca di strappare Lyda alla sua passione, rinunzia al trono e fugge con lei. La fuga del principe alimenta le ambizioni tra i cugini che aspirano allo scettro: si distruggeranno tra di loro. Ed è il carnevale rosso.
Tra gli aspiranti vi è Carlo, che pensa di essere il prescelto, ma, temendo che il vecchio re possa cambiare idea e richiamare il legittimo erede, tesse un'insidia a Luciano e lo pugnala a tradimento. Ed è il carnevale nero.»
(dalla brochure originale del film).

## Restauro
Il film fu restaurato dalla Cineteca di Bologna nel 1993 da una copia rinvenuta a Montevideo.